# 脑回

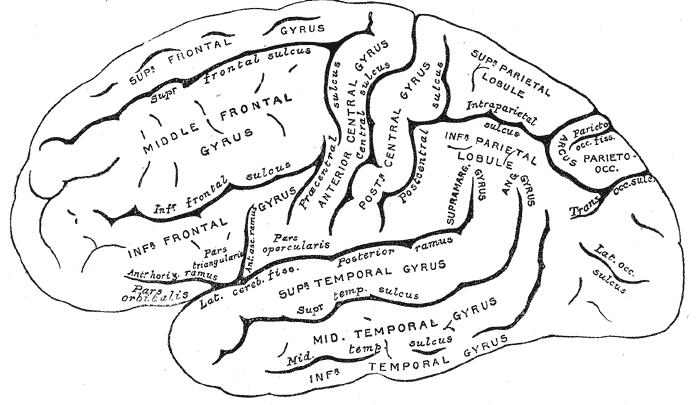
格雷氏解剖學第726張圖－從側面看向左側大腦半球側方。

格雷氏解剖學第727張圖－左大腦半球的內側表面。

脑回（Gyrus, 复数为gyri），为大脑皮质中呈现隆起的部位，与呈现裂缝状的脑沟相对。出现脑回和脑沟的主要因素是，演化过程中折叠结构使颅内相同容量下人类可以有更多大脑皮质。较低等的动物则脑沟脑回较少。

## 結構
腦回是脊狀褶曲系統的一部分，這讓人類大腦及其牠哺乳動物的大腦創造了更大的表面積。受限於頭骨的尺寸，使得大腦的體積是有限的。靠著隆起與凹陷產生的褶皺，讓皮質在受限於較小的顱骨內可創造更大的表面積，同時增強了認知功能。

### 生長
人腦在胎兒與新生兒發育過程中會經歷腦迴化階段。在胚胎期過程中，所有哺乳動物的大腦都是從神經管衍生的平滑結構分化而來。沒有表面褶皺的大脑皮质被歸類為平腦症，這是由於患有平腦症的病患的大腦表面相對正常人相比較平滑。 隨著持續的發育，腦回和腦溝在胎兒大腦逐漸形成，皮質表面也漸漸出現加深的凹陷及隆起結構。

## 臨床意義
大腦皮質的皺褶結構變化與各種疾病和障礙有關，如巨腦迴畸形、平腦症、多小腦迴畸形都是因異常細胞遷移所導致的細胞結構紊亂等功能性問題，導致皮質神經元未能生成六層結構，僅生成四層結構的皮質神經元。癲癇及智能障礙等疾病通常與這類大腦皮質異常形成有關連。
巨腦迴畸形（意指較厚或較肥的腦回）是大腦半球的先天性畸形，導致大腦皮質的腦迴異常肥厚。巨腦迴畸形常用於描述與幾種神經元移行障礙相關的大腦異常特徵，其中最常與平腦畸形有關。
平腦症是一種罕見的先天性腦畸形疾病，主要是在胎兒妊娠第12至第24週期間時發生神經元移行障礙，使得腦回和腦溝發展出現缺陷所致。多小腦迴畸形也是人類大腦發育畸形的疾病之一，其特徵是腦回過度折疊及大腦皮質增厚等。該病症可能是全面性的，如影響大腦皮質整個表面，也可能是局灶性的，如僅影響皮質表面的一部分。多小腦迴畸形可能由幾個基因突變所引起的，而這也包括影響離子通道運作等。